# Per Nielsen
Per Nielsen (Aarhus, 15 de outubro de 1973) é um ex-futebolista dinamarquês que atuava como zagueiro.

## Carreira
Nielsen atuou toda sua carreira pelo Brøndby IF, sendo o recordista de jogos com 547 jogos oficiais e um dos mais vitoriosos com cinco Superligas.

## Titulos
Superliga (5):  1995/96, 1996/97, 1997/98, 2001/02 e 2004/05